# 28. juli
28. juli er dag 209 i året i den gregorianske kalender (dag 210 i skudår). Der er 156 dage tilbage af året.
- I Thorshavn begynder fejringen af den færøske Olaifest.
- International hepatitisdag.

### Begivenheder
Født - Dødsfald
- 1227 - Slaget ved Ane i Holland
- 1536 - København overgiver sig til Christian 3. under Grevens Fejde, Danmarks seneste borgerkrig. Hansestaden Lübeck har indgået en alliance med grev Christoffer af Oldenburg og Christian 2. med støtte fra bl.a. Skipper Clement.
- 1540 - Henrik 8. af England gifter sig med Catherine Howard, hans femte hustru.
- 1586 - De første kartofler kommer til England; de importeres fra Columbia af sir Thomas Harriot.
- 1742 - Den første schlesiske krig mellem Preussen og Østrig afsluttes i Berlin med, at Østrig må afstå Schlesien.
- 1794 - Maximilien Robespierre guillotineres sammen med fire politiske allierede. Han har spillet en hovedrolle i den franske revolution, hvor han stod i spidsen for Terrorregimet.
- 1809 - Under Napoleonskrigene slår en hær af englændere, portugisere og spaniere under sir Arthur Wellesley franskmændene under marskal Claude Victor ved slaget ved Talavera, sydvest for Madrid.
- 1821 - Peru erklærer sig uafhængigt af Spanien, som de dog først opnår fuldt efter den succesfulde Perus uafhængighedskrig. Dagen er i dag Perus nationaldag.
- 1830 - I Paris er arbejderne og studenterne på barrikaderne. Med tricoloren og Marianne som symboler udvikler opstanden sig til den såkaldte Juli-revolution.
- 1851 - Første fotografi nogensinde af en total solformørkelse. Solformørkelsen kunne også ses fra Danmark.
- 1858 - Fingeraftryk bruges for første gang til identifikation; metoden er opfundet af William Herschel ved the Indian Civil Service ved Jungipur, Indien. Han tager et aftryk fra Rajyadhar Konai på bagsiden af en kontrakt.
- 1866 - Christian 9. underskriver en revision af grundloven. Efter tabet af Sønderjylland skulle der en ny grundlov til. Grundloven er et kompromis mellem junigrundloven og Novemberforfatningen. Nogle anser loven for et demokratisk tilbageskridt. For eksempel vælges 12 medlemmer af Landstinget nu af kongen.
- 1873 - Som et led i Meiji-restaurationen gennemfører den japanske regering en jord- og skattereform.
- 1914 - Østrig-Ungarn erklærer krig mod Serbien som følge af mordet den 28. juni på ærkehertug Franz Ferdinand i Sarajevo; dette er indledningen på første verdenskrig.
- 1928 - De 9. moderne olympiske lege åbnes i Amsterdam.
- 1937 - Under 2. kinesisk-japanske krig erobrer japanske tropper Beijing og tvinger Chiang Kai-shek til at flytte sin regering til Chunking.
- 1938 - Det 34.000 tons tunge RMS Mauretania søsættes ved Birkenhead, England.
- 1942 - Under 2. verdenskrig udsteder Handelsministeriet forbud mod nedrivning af bygninger på grund af mangel på jern og cement.
- 1943 - Under 2. verdenskrig udløses sprængbomber under viadukten i Spanien i Århus.
- 1944 - Under 2. verdenskrig indtager russiske tropper Brest-Litovsk i Hviderusland.
- 1945 - Et amerikansk B-25 Mitchell bombefly, som er bragt ud af kurs på grund af tåge, knuses mod Empire State Building i New York City, hvorved 13 mennesker omkommer.
- 1949 - Det rekonstruerede vikingeskib Hugin roet af 53 danskere, ankommer til England, som en gave fra Danmark til England til minde om 1500-året for ankomsten af Hengist og Horsa og den angelsaksiske invasion i det nærliggende Ebbsfleet.
- 1952 - Paul Elvstrøm vinder guldmedalje i finnjolle ved OL i Helsingfors.
- 1959 - Postnumre indføres i England.
- 1965 - I Godthåbs forsamlingshus demonstreres fjernsynet for første gang for grønlænderne.
- 1972 - Undervisningsminister Knud Heinesen fremlægger et udkast til en folkeskolereform, der bl.a. afskaffer karakterer og eksamen i folkeskolen.
- 1973 - USA opsender Skylab 2 med tre astronauter om bord; besætningen vender tilbage til jorden 59 dage senere.
- 1976 - Det dødeligste jordskælv i nyere tid af en styrke på 7,9 på Richter-skalaen ryster det nordvestlige Kina og koster næsten 250.000 dræbte. I byen Tangshan skades omkring 85% af bygningerne.
- 1977 - Den første olie gennem Trans Alaska Pipeline System når frem til Valdez, Alaska.
- 1981 - I farvandet nord for Norge lokaliseres den engelske krydser Edinburgh, der blev sænket 2. maj 1942 med fem tons guldbarrer i lasten.
- 1983 - 20.000 på flugt i Sri Lanka efter længere tids voldsomme kampe mellem tamiler og singhalesere.
- 1984 - I Los Angeles åbnes de 23. moderne olympiske lege med deltagelse af 140 nationer og 6.829 atleter. Sovjetunionen, DDR og 12 andre nationer valgte at boykotte legene.
- 1998 - Monica Lewinsky garanteres immunitet mod at fortælle hele sandheden om sit forhold til præsident Bill Clinton.
- 2002 - Lance Armstrong vinder ved hjælp af doping Tour de France for fjerde gang i træk. Sejrene er siden taget fra ham. En anden stor rytter, Laurent Jalabert, afslutter sin sidste tour i den prikkede bjergtrøje.
- 2005 - Europas hidtil største lotterigevinst faldt på en kupon købt i Irland. Gevinsten er på 112 mio. euro.
- 2005 - Ledelsen af den irske undergrundshær, IRA meddeler, at den indstiller sin væbnede kamp. IRA har formelt holdt våbenhvile siden 1997, men det er først nu, at organisationen lægger våbnene.
- 2005 - Discovery bliver sammenkoblet med Den Internationale Rumstation (ISS), der er i kredsløb om Jorden 350 kilometer ude i rummet.

### Født
- 1804 - Ludwig Feuerbach, tysk filosof (død 1872).
- 1848 - Holger Birkedal, dansk ingeniør, spion og forfatter (død 1908).
- 1862 - Fritz Syberg, dansk landskabsmaler (død 1939).
- 1866 - Beatrix Potter, engelsk forfatter (død 1943).
- 1887 - Marcel Duchamp, fransk maler (død 1968).
- 1893 - Rued Langgaard, dansk komponist og organist (død 1952).
- 1902 - Karl Popper, østigsk-britisk filosof (død 1994).
- 1907 - Earl Tupper, amerikansk opfinder af opbevaringsproduktet Tupperware (død 1983).
- 1915 - Charles Hard Townes, amerikansk fysiker (død 2015).
- 1916 - David Brown, amerikansk filmproducent (død 2010).
- 1920 - Preben Mahrt, dansk skuespiller (død 1989).
- 1922 - Vladimir Karpov, russisk forfatter (død 2010).
- 1925 - Jens Rosing, grønlandsk forfatter og billedkunstner (død 2008).
- 1929 - Jacqueline Kennedy (Onassis) amerikansk præsidentfrue (død 1994).
- 1938 - Alberto Fujimori, peruviansk præsident.
- 1938 - Claus Nissen, dansk skuespiller (død 2008).
- 1942 - Sune Lund-Sørensen, dansk filminstruktør (død 2006).
- 1945 - Jim Davis, amerikansk tegneserieskaber.
- 1952 - Vajiralongkorn, thailandsk konge.
- 1954 - Hugo Chávez, venezuelansk præsident (død 2013).
- 1964 - Jesper Dahl Caruso, dansk journalist og redaktør (død 2020).
- 1966 - Liz Cheney, amerikansk politiker.
- 1967 - Carsten Lykke, dansk popsanger.
- 1969 - Malou Aamund, dansk politiker.
- 1976 - Rasmus Bjerg, dansk skuespiller og sanger.

### Dødsfald
- 1655 - Cyrano de Bergerac, fransk soldat og digter (født 1619).
- 1741 - Antonio Vivaldi, italiensk komponist (født 1678).
- 1750 - Johann Sebastian Bach, tysk komponist (født 1685).
- 1794 - Maximilien Robespierre, fransk revolutionsleder (født 1758).
- 1818 - Gaspard Monge, fransk matematiker (født 1746).
- 1906 - August Jerndorff, dansk maler (født 1846).
- 1932 - Charlotte Munck, dansk sygeplejerske (født 1876).
- 1936 - Pedro Poveda, spansk præst, martyr og grundlægger (født 1874).
- 1940 - Gerda Wegener, dansk maler (født 1886)
- 1951 - Louis Bobé, kgl. dansk ordenshistoriograf (født 1867).
- 1968 - Otto Hahn, tysk kemiker og modtager af Nobelprisen i kemi (født 1879).
- 1974 - Thomas Rosenberg, dansk chefredaktør (født 1908).
- 2004 - Francis Crick, amerikansk molekylærbiolog, fysiker og modtager af Nobelprisen i medicin (født 1916).
- 2010 - Peter Tantholdt Hansen, dansk præst og missionær (født 1926).
- 2020 - Bent Fabricius-Bjerre, dansk komponist (født 1924).

|  | Denne datoartikel kan blive bedre, hvis der indsættes et (bedre) billede Du kan hjælpe ved at afsøge Wikimedia Commons for et passende billede eller uploade et godt billede til Wikimedia Commons iht. de tilladte licenser og indsætte det i artiklen. |